# Imperiul Galactic (Războiul stelelor)

Imperiul Galactic este una dintre principalele facțiuni din universul fictiv Războiul stelelor. Este un regim care se întinde de-a lungul unei întregi galaxii, care a înlocuit Republica Galactică odată cu ajungerea la conducere a personajului negativ principal, Cancelarul Suprem Palpatine, evenimente descrise în Războiul stelelor - Episodul III: Răzbunarea Sith. Imperiul Galactic apare prima oară pe ecran în Războiul stelelor - Episodul VI: Întoarcerea lui Jedi și este principalul antagonist în trilogia originală.Imperiul a aparut si in seria Star Wars Rebels

## Legături externe
- Galactic Empire pe Enciclopedia Oficială StarWars.com
- Galactic Empire la Wookieepedia: un wiki Războiul stelelor
- DomusPublica.net Arhivat în 29 ianuarie 2005, la Wayback Machine.
- WeeklyStandard.com Arhivat în 18 februarie 2003, la Wayback Machine., The Case for the Empire
- Web.Archive.org, No Case for the Empire
- GalacticEmpireDatabank.com Arhivat în 12 august 2022, la Wayback Machine.